# Baraduke
 (décembre 2018).
Si vous disposez d'ouvrages ou d'articles de référence ou si vous connaissez des sites web de qualité traitant du thème abordé ici, merci de compléter l'article en donnant les références utiles à sa vérifiabilité et en les liant à la section « Notes et références ».
Baraduke est un shoot them up sorti sur borne d'arcade en 1985 et développé par Namco.

## Système de jeu
Le joueur dirige un astronaute vêtu d’une bio-combinaison, le joueur 1 se nomme Kissy et le joueur 2 s'appelle Takky. Le but est de finir huit groupes de niveaux (avec une difficulté progressive), qui regroupent chacun cinq niveaux et un boss (il y a donc au total 48 niveaux différents).
Le bouton d'attaque permet de tirer avec son arme sur les ennemis. Lorsque le joueur sauve un « Paccet » à un œil, il gagne des points et une chance d'obtenir un bouclier bonus à la fin du niveau. Dans chaque niveau, il y a un certain nombre d'ennemis appelés « Octy » qui laisse des capsules de bonus derrière eux lorsqu'ils sont tués. Une fois tous éliminés, la porte de fin de niveau s'ouvre. À la fin de chaque groupe de cinq niveaux, le joueur affronte un boss ; puis accède au niveau suivant.

## Série
- 1. Baraduke (1985)
- 2. Bakutotsu Kijūtei (en) (1988)